# Баба-Деда
Баба-Деда — российский онлайн-сервис, предоставляющий актуальную информацию по услугам для лиц пожилого возраста. Основан в 2012 году как первый в России специализированный интернет-портал, предназначенный специально для пенсионеров. По сути является закрытым каталогом и одновременно поисковой системой с включённым множеством коммерческих и некоммерческих организаций, готовых предоставлять услуги пожилым людям.

## История
Идея о создании первого в России информационного сайта для пенсионеров зародилась в 2011 году, тогда же основательница этого проекта Анастасия Лазибная зарегистрировала общество с ограниченной ответственностью «Мамушка». Имея опыт инвестиционного директора в одной из компаний мобильных сервисов, она решила сформировать планируемый портал в форме социального бизнеса: «Я не верю в волонтёрские начала. Для того чтобы команда была сплочённой и с неё можно было бы спрашивать, чтобы была ответственность, людям необходимо платить. Люди должны чувствовать личную ответственность и заинтересованность». Лазибная собрала команду единомышленников и в 2012 году запустила сайт «Баба-Деда», вложив в него собственные 200 тыс. рублей.
В 2013 году портал получил информационную и административную поддержку от Агентства стратегических инициатив, государственной структуры, призванной помогать реализации новых проектов. Сайт удостоился премии IV всероссийского конкурса «Связь поколений», занял первое место в категории «социальное предпринимательство и социально ответственный бизнес».
Сайт «Баба-Деда» стал лауреатом всероссийской премии Высшей школы экономики «Стартап года», одержав победу в номинации «лучший социально значимый стартап». Компания участвовала в российском этапе международной премии социальных предпринимателей Social Impact Award — пробиться в финал не смогла, но была включена членами жюри в семёрку лучших организаций социального бизнеса в России.
При поддержке Mail.Ru Group руководитель проекта Анастасия Лазибная провела митап «Теплицы социальных технологий» на тему «Как открыть „цифровой мир“ для людей старшего возраста?», где сообщила о планируемом проекте «Компании для всех возрастов». Компания не была ориентирована на получение прибыли, однако разработанная авторами бизнес-модель оказалась довольно успешной, по их расчётам в течение 2015 года проект должен полностью окупиться и выйти на чистую прибыль, поскольку посещаемость и количество доступных предложений постоянно растут. В основном доходность организации формируется из комиссий, взимаемых с размещённых на сайте компаний, предоставляющих платные услуги.

## Деятельность
Сайт главным образом занимается предоставлением актуальной информации по услугам для лиц пожилого возраста. На портале доступна информация по нескольким категориям услуг: вакансии, путешествия, спорт, обучающие курсы, банковские услуги, страхование, медицина и уход, подарки и праздники — все услуги чётко специализированы с учётом возрастных особенностей потребителя. Услуги отсортированы по категориям и могут быть отсеяны с помощью интерактивной системы поиска, учитывающей город проживания, стоимость (платные и бесплатные услуги), характер и специфику оказываемых услуг.
Регулярно в городах России сотрудниками компании проводятся семинары на тему «Почему компаниям может быть интересно брать на работу специалистов 50+», заключаются соглашения с новыми партнёрами. Это направление выделилось в отдельный проект — КВВ: Компании для всех возрастов. Это сообщество компаний-работодателей, своим примером демонстрирующих эффективные сценарии работы с сотрудниками всех возрастов и ориентированное на внедрение принципов age diversity в российском сообществе. Компании, входящие в сообщество, в равной мере осознают как сильные, так и слабые стороны разных поколений, и за счет этого могут максимально эффективно использовать их достоинства. Представители именно этих компаний выступают на семинарах «Почему компаниям может быть интересно брать на работу специалистов 50+».
Команда проекта участвует в различных конкурсах, иногда выигрывает деньги на отдельные мероприятия. Например, ими выигран грант на проведение модного показа «Носи свой возраст красиво». Основная задача «Модного подиума» — решение проблемы отсутствия восприятия красоты зрелого возраста. В России принято считать, что мода — это только для молодых, поэтому женщины старше 50-ти лет исчезают из глянцевых журналов и других печатных СМИ.

## Социальное значение
Первостепенная задача проекта — борьба с возрастной дискриминацией на рынке труда и убеждение населения в том, что старые люди готовы эффективно работать в любых сферах народного хозяйства. Сайт способствует интеграции пожилых людей в общественную жизнь и росту занятости среди пожилых людей, что в свою очередь приводит к повышению качества жизни и удовлетворённости, снижению социальной напряжённости, появлению благоприятной среды для долгожительства, стимулированию развития рынка услуг для населения зрелого возраста.

Люди выходят на пенсию и не знают, что делать. А мы на сайте показываем, что на самом деле есть масса возможностей — не только для развлечения, но и для работы. … В интернете информации очень мало. Поэтому мы ищем везде. Собираем городские и районные газеты, ищем там объявления, например, об открытии кружка. Тогда мы звоним туда или пишем, чтобы уточнить подробности, и лишь после этого публикуем на сайте. Люди доверяют нам как площадке. По этой причине мы и не публикуем частные объявления услуг для частных лиц. Если нас не удовлетворит объяснение от компании или если мы видим что-то неоднозначное, мы тоже это не пропустим.— Анастасия Лазибная